# Graham Marsh
Graham Marsh, född 14 januari 1944 i Kalgoorlie, Australien var en av de ledande australiska golfspelarna i sin generation.
Marsh fick sin utbildning på University of Western Australia och Claremont Teachers College innan han blev professionell 1969.
Under 1970- och 1980-talet var Marsh en återkommande vinnare på PGA European Tour, Japan Golf Tour och PGA Tour of Australasia. Han vann även flera tävlingar i Asien utanför Japan Tour och en tävling på den amerikanska PGA-touren. Han spelade aldrig fler än sju tävlingar per år på Europatouren men ändå vann han elva gånger. Han vann även World Match Play Championship 1977 som inte var en officiell tävling på Europatouren det året. Han vann 56 tävlingar under sin karriär vilket gjorde honom till en av de mest framgångsrika spelarna som aldrig vann en majortävling.
Som senior har Marsh spelat nästan uteslutande på den amerikanska Champions Tour där han har vunnit sex tävlingar, varav två senior majors 1997 och 1999. Han har även vunnit Japan Senior Open två gånger. 
Marsh är aktiv inom design av golfbanor genom sitt företag Graham Marsh Golf Design som han bildade 1986. Företagets tidiga uppdrag var i Australien och Japan men har under senare år även omfattat övriga Asien, Europa och USA.
1984 belönades Marsh med Brittiska Imperieorden, MBE, för sina insatser inom golfen. Han har tidigare varit ordförande för PGA Tour of Australasia.

## Meriter

### Segrar på PGA-touren
- 1977  Heritage Classic

### Segrar på Europatouren
- 1972 Swiss Open, German Open
- 1973 Sunbeam Electric Scottish Open
- 1976 Benson & Hedges International Open
- 1977 Lancome Trophy
- 1979 Dutch Open, Dunlop Masters
- 1980 Benson & Hedges International Open
- 1981 Dixcel Tissues European Open
- 1985 Lawrence Batley International Golf Classic, KLM Dutch Open

### Segrar på Champions Tour
- 1995  Bruno's Memorial Classic
- 1996  World Seniors Invitational,  Franklin Quest Championship
- 1997  Nationwide Championship,  U.S. Senior Open
- 1999 The Tradition

Senior majors visas i fet stil.

### Övriga segrar som senior
- 1997 Liberty Mutual Legends of Golf (med John Bland)
- 1998 Japan Senior Open
- 1999 Japan Senior Open